# Oscar Moore

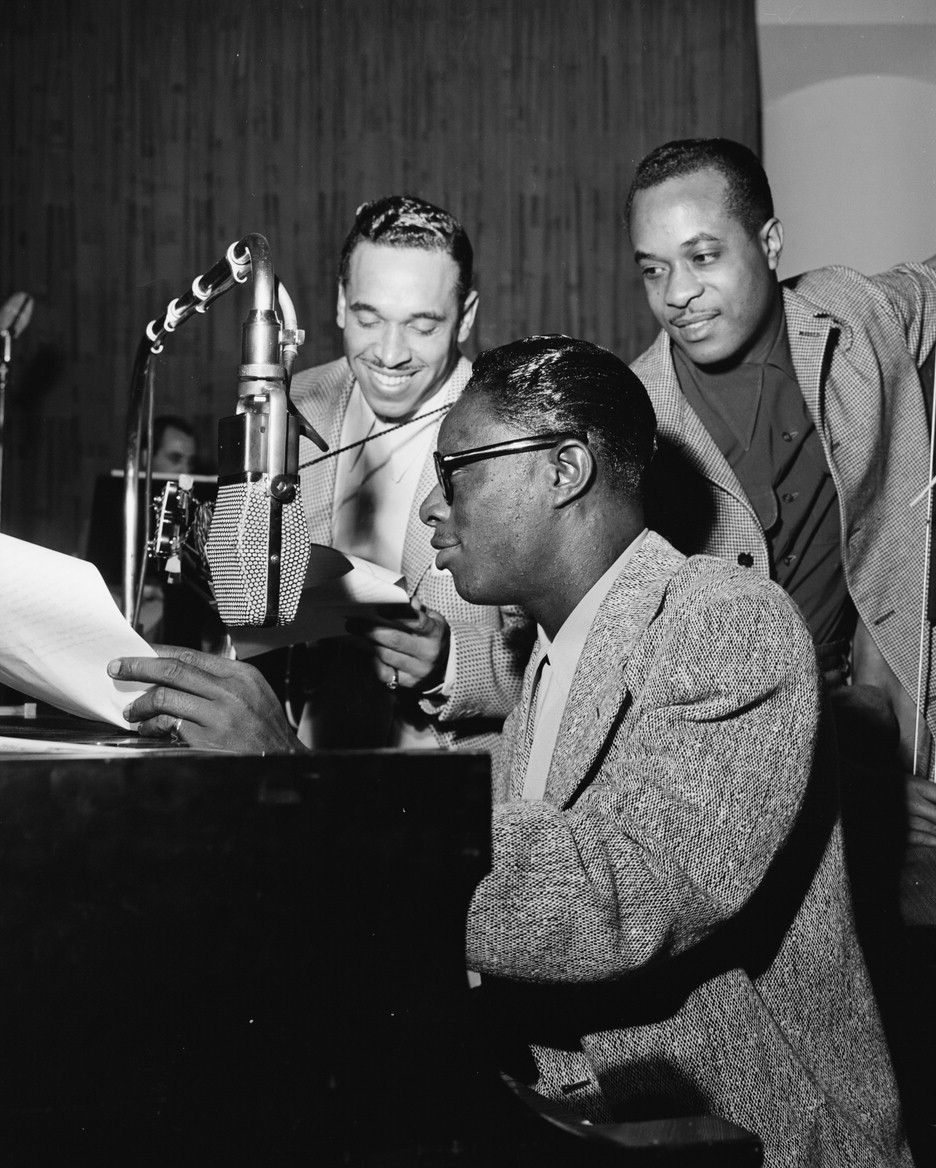
Oscar Moore (links) mit Nat Cole (Mitte) und Wesley Prince, ca. Juni 1946. Foto: William P. Gottlieb.

Oscar Fred Moore (* 25. Dezember 1916 in Austin, Texas; † 8. Oktober 1981 in Las Vegas, Nevada) war ein US-amerikanischer Jazz-Gitarrist. Er spielte 1937–1949 im Nat-King-Cole-Trio.

## Leben und Wirken
1934 begann Oscar Moore als professioneller Musiker mit seinem älteren Bruder Johnny Moore. 1937 schloss er sich dem Nat King Cole Trio an, dessen Sound er entscheidend bis 1949 mitprägte. Außerdem veröffentlichte Moore Platten unter eigenem Namen, so die Alben Oscar Moore Trio und Fabulous Guitar. Mit seinem Bruder Jimmy gründete er in Los Angeles die Formation The Three Blazers, die bis in die 1950er Jahre hinein bestand, nur war ihre Karriere nicht sehr erfolgreich. Ansonsten war Oscar Moore später im Pop-Bereich tätig.
Er wirkte auch an Platten von Lionel Hampton, Art Tatum (1941), den Capitol Jazzmen und Lester Young mit. 1965 nahm er noch ein Nat King Cole Tribute Album auf.
Sein jüngerer Kollege Kenny Burrell äußerte zur Bedeutung des Gitarristen, der im Schatten Charlie Christians weit unterschätzt wurde: Oscar Moore war ziemlich revolutionär mit seiner harmonischen Auffassung, besonders in seinen Akkord-Strukturen; er spielte traumhaft schön und hat bestimmt außer mir noch eine Reihe von Leuten inspiriert. Barney Kessel meinte, dass Moore praktisch die Rolle des Jazz-Gitarristen in Bands mit kleiner Besetzung geschaffen habe.

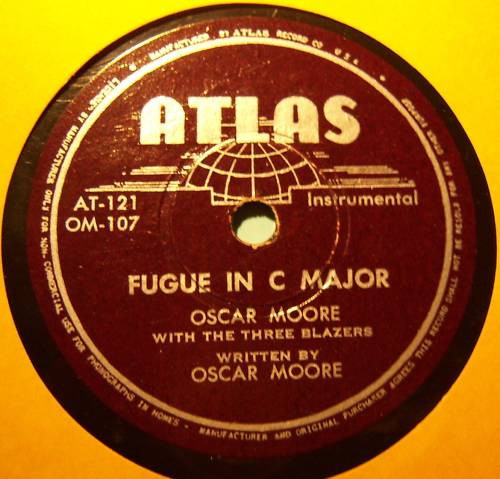
78er von Oscar Moore: with The Three Blazers - „Fugue in C Major“/„Melancholy Madeline“ (Atlas)

## Auswahldiskographie
- Nat King Cole Quartet: The Instrumental Classics (Capitol)
- Oscar Moore Quartet (VSOP, 1954) mit Carl Perkins (p), Lee Young (dr), Joe Comfort (b), Mike Pacheco (bongos)

## Anmerkung
1. ↑  zit. nach Kunzler, S. 822

| Personendaten    | Personendaten                          |
| ---------------- | -------------------------------------- |
| NAME             | Moore, Oscar                           |
| ALTERNATIVNAMEN  | Moore, Oscar Fred (vollständiger Name) |
| KURZBESCHREIBUNG | US-amerikanischer Jazz-Gitarrist       |
| GEBURTSDATUM     | 25. Dezember 1916                      |
| GEBURTSORT       | Austin, Texas                          |
| STERBEDATUM      | 8. Oktober 1981                        |
| STERBEORT        | Las Vegas, Nevada                      |